# Spoorlijn Remagen - Adenau
De spoorlijn Remagen - Ahrbrück ook wel Ahrtalbahn genoemd is een Duitse spoorlijn en als spoorlijn 3000 onder beheer van DB Netze.
In het verleden was de lijn via DB 3002 en DB 2637 ook met de spoorlijn Kalscheuren - Ehrang verbonden. Van het huidige traject is de helft dubbelsporig.

## Geschiedenis
De spoorlijn is in 1880 geopend door de Rheinische Eisenbahn. Het betrof hier het gedeelte van Remagen naar Arhrweiler. In 1886 werd de spoorlijn doorgetrokken naar Adenau. Om strategische gronden kwam in 1912 een aftakking bij Dümpelfeld gereed naar Lissendorf. In Kreuzberg, dat ongeveer op de helft van het totale traject ligt, ontstond een grote werkplaats, en tegelijkertijd werd de spoorlijn dubbelsporig uitgevoerd tussen Remagen en Arhrweiler.
Verdere uitbreidingsplannen waren o.a. het aansluiten van het Ahrtal via Dernau naar Neuss over Rheinbach en Liblar in de omgeving van Keulen via DB 2636 (de zogenaamde "Strategischer Bahndamm"). Deze werkzaamheden waren reeds begonnen, maar moesten wegens het uitbreken van de Eerste Wereldoorlog en de daaropvolgende ontwapening door de geallieerden worden stopgezet. De inmiddels in het Ahrtal gereedgekomen tunnel werd in de Tweede Wereldoorlog gebruikt als werkplaats voor de Duitse wapenindustrie, waar hoofdzakelijk dwangarbeiders te werk werden gesteld. Na de oorlog is de tunnel gebruikt als bunker voor de Duitse regering. De niet voltooide brug bij Ahrweiler staat sinds 1925 als een ruïne overeind.
Om militaire redenen werd de geplande uitbreiding van Adenau naar Daun niet uitgevoerd. Echter om strategische gronden was de Ahrtalbahn via de Ludendorff-Brücke bij Remagen ook aan de rechter Rijnoever van en naar het noorden verbonden. De brug werd in 1919 voltooid, maar stortte kort voor het einde van de Tweede Wereldoorlog in 1945 in, en werd daarna niet meer herbouwd.
Door de bouw van de Westwall kreeg de Ahrtalbahn een grote strategische betekenis. Dankzij deze strategische betekenis werd de spoorlijn in de Tweede Wereldoorlog door geallieerde luchtaanvallen en het opblazen van de spoorlijn door Duitse troepen ernstig beschadigd. Het herstel van de spoorlijn duurde tot 1951, waarna in de loop der jaren de dienstregeling op de lijn stap voor stap werd beëindigd of ingekort. In de jaren 80, toen de lijn nog naar Adenau voerde, werd het reizigersverkeer van Remagen tot Kreuzberg teruggebracht, maar sinds juni 1986 is de dienst weer uitgebreid tot Ahrbrück.
Het goederenvervoer naar Hönningen is halverwege de jaren 90 beëindigd, en intussen is het spoor in de omgeving van Hönningen opgebroken, en is het traject omgebouwd tot een wandel- en fietspad.
Tot aan het einde van de jaren 90 werd de dienst op het traject uitgevoerd door getrokken treinen, getrokken door diesellocomotieven uit de Baureihe 213 en Baureihe 215. Ook werd de dienstregeling regelmatig uitgevoerd door dieseltreinstellen uit de Baureihe 628.
De spoorlijn is ten gevolge van de overstromingen in Europa in juli 2021 geheel verwoest op het tracé van Walporzheim tot Ahrbrück, gemeente Bad Neuenahr-Ahrweiler. De lijn moet op dit traject opnieuw aangelegd worden, hetgeen vanaf 2021 nog verscheidene jaren kan duren. Op het traject Remagen - Walporzheim is de schade minder ernstig en is het treinverkeer begin 2022 hervat.

## Treindiensten
De DB Regio NRW verzorgt het personenvervoer op dit traject met RB treinen van het type Baureihe 643.
| Serie | Treinsoort                  | Route                                                                                         | Bijzonderheden |
| ----- | --------------------------- | --------------------------------------------------------------------------------------------- | -------------- |
| RB 30 | Regionalbahn (DB Regio NRW) | Bonn Hbf – Bonn-Bad Godesberg – Remagen – Ahrweiler – Dernau – Mayschoß – Altenahr – Ahrbrück | Rhein-Ahr-Bahn |
| RB 39 | Regionalbahn (DB Regio NRW) | Remagen – Dernau                                                                              | Ahrtalbahn     |

## Aansluitingen
In de volgende plaatsen is of was er een aansluiting op de volgende spoorlijnen:
Remagen
DB 2630, spoorlijn tussen Keulen en Bingen
aansluiting Hellenberg
DB 3008, spoorlijn tussen de aansluiting Viktoriaberg en de aansluiting Hellenberg
aansluiting Reisberg
DB 3018 tussen de aansluiting Ahrbrücke en de aansluiting Reisberg
Rech
DB 2636, spoorlijn tussen Rech en Erftstadt (nooit voltooid)
aansluiting Liers
DB 3001, spoorlijn tussen de aansluiting Liers en de aansluiting Insul
Dümpelfeld
DB 3002, spoorlijn tussen Dümpelfeld en Lissendorf

## Afbeeldingen

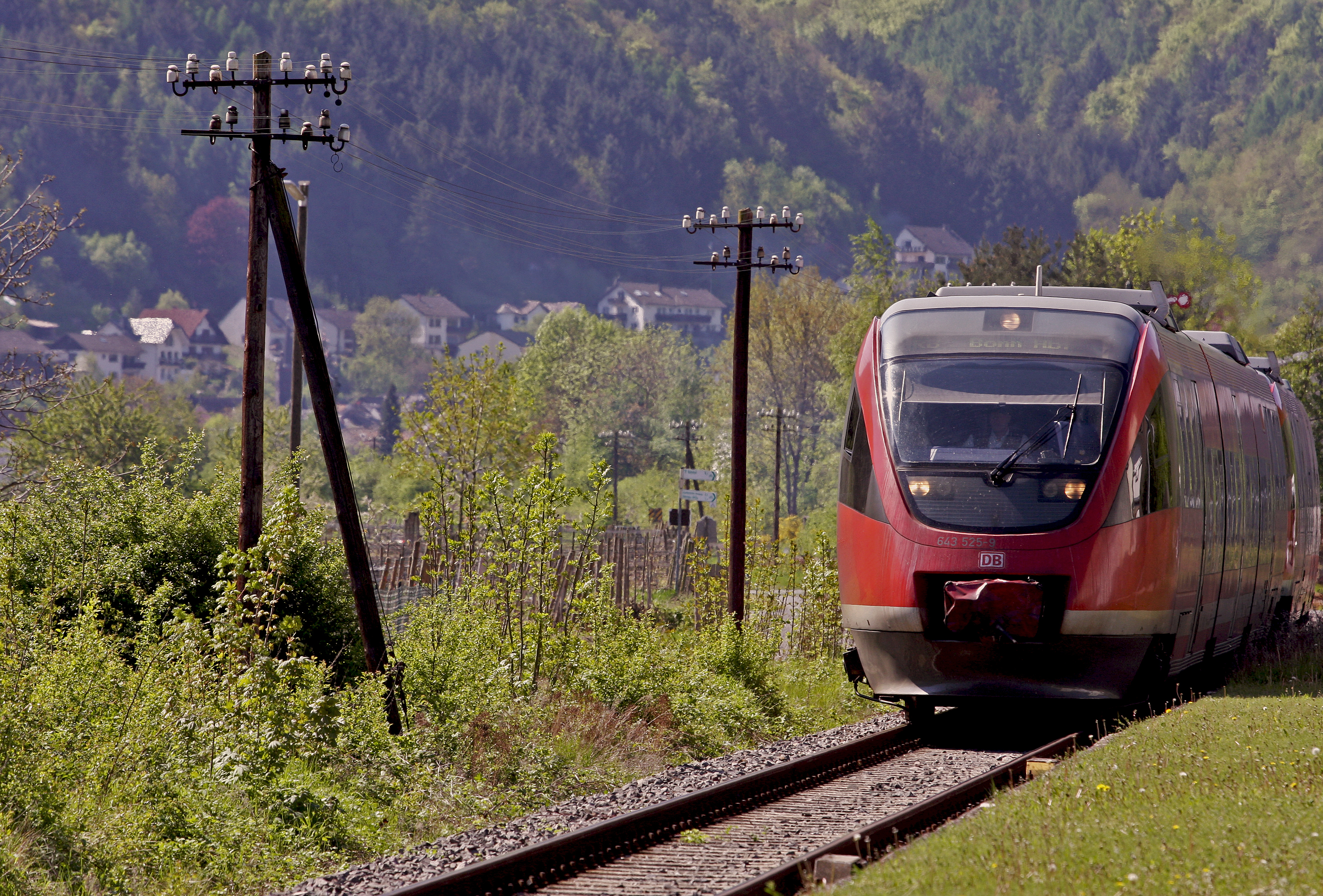
Aankomst trein in station Dernau
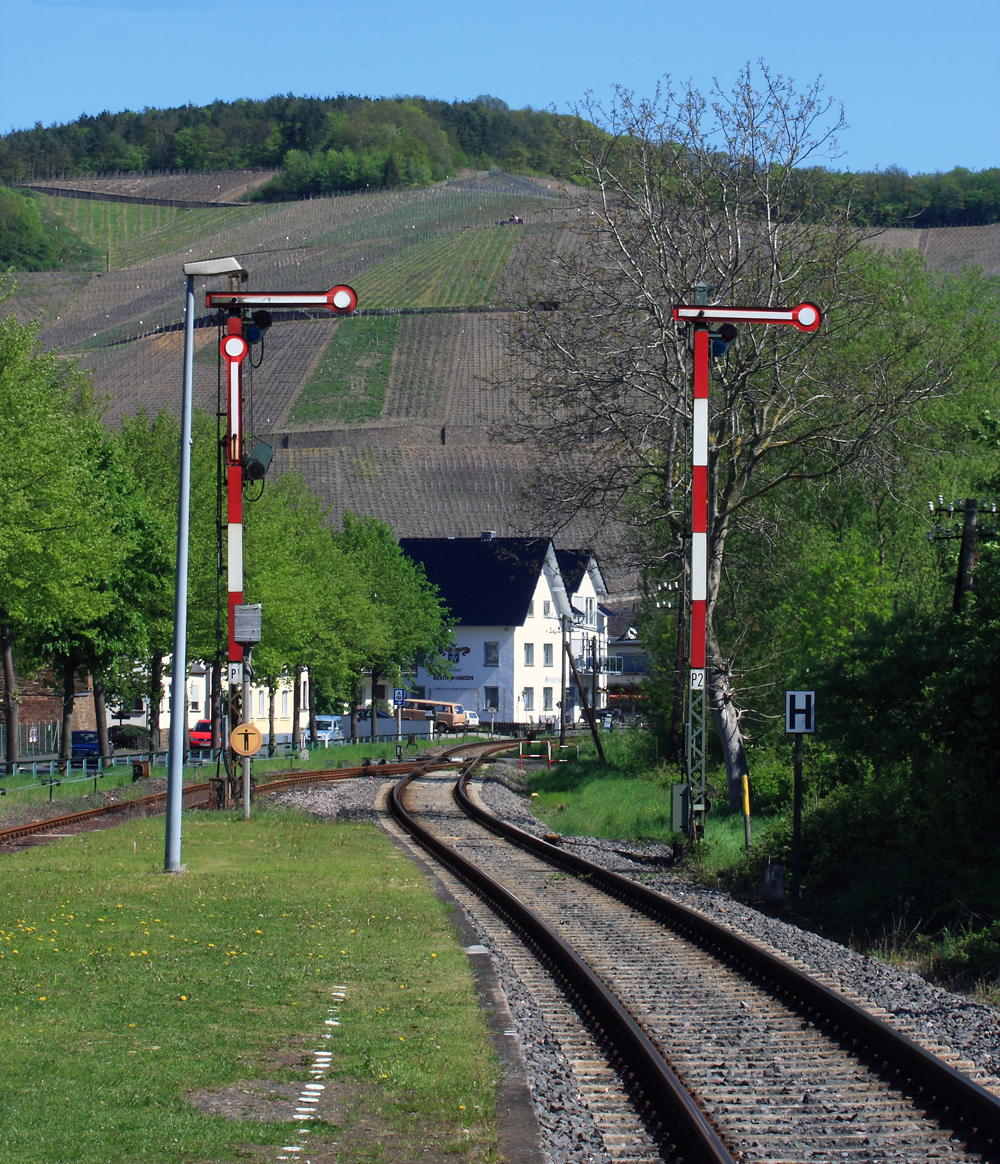
Klassieke beveiliging met seinpalen op de Ahrtalbahn
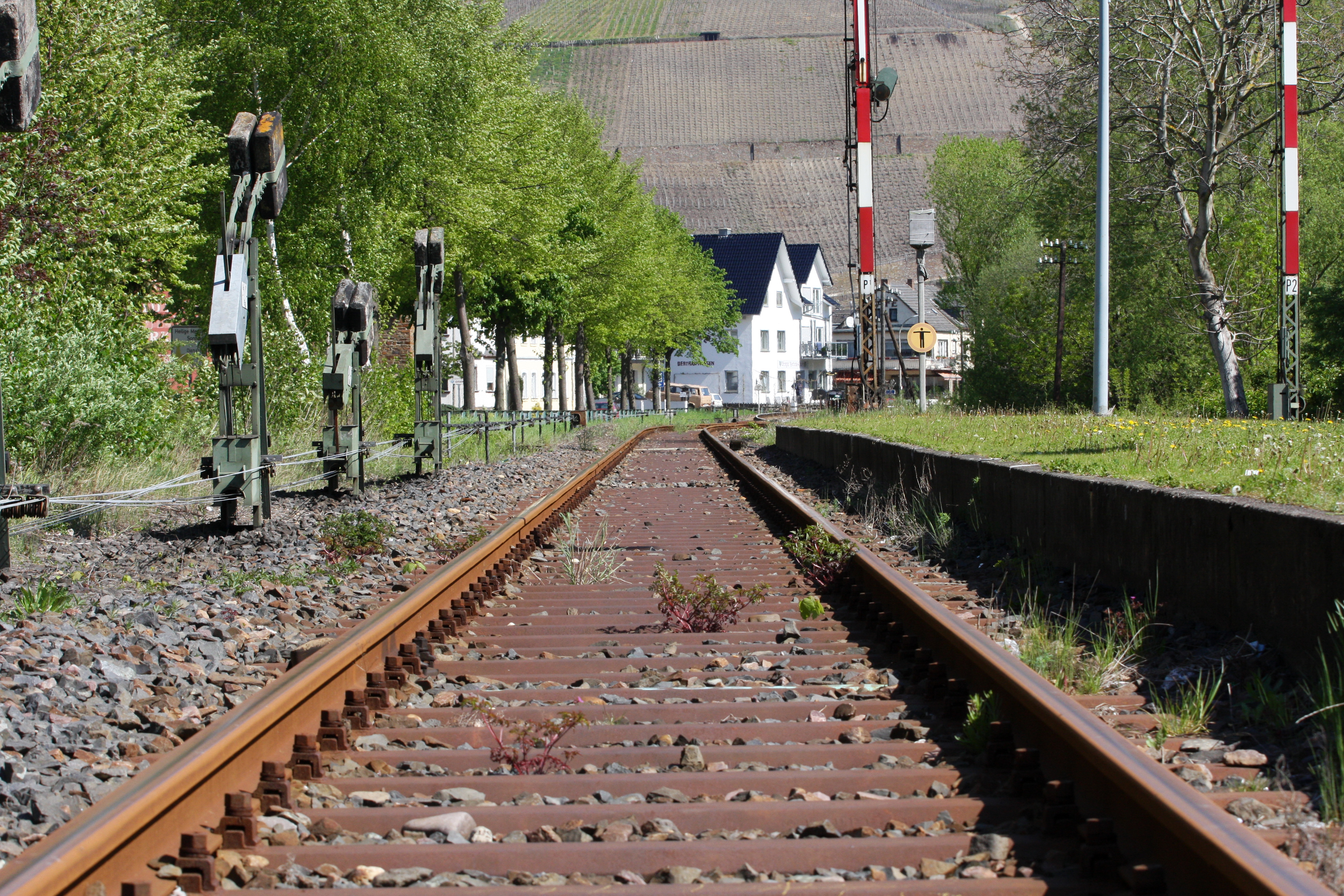
Spoorrails en klassieke beveiliging te Dernau
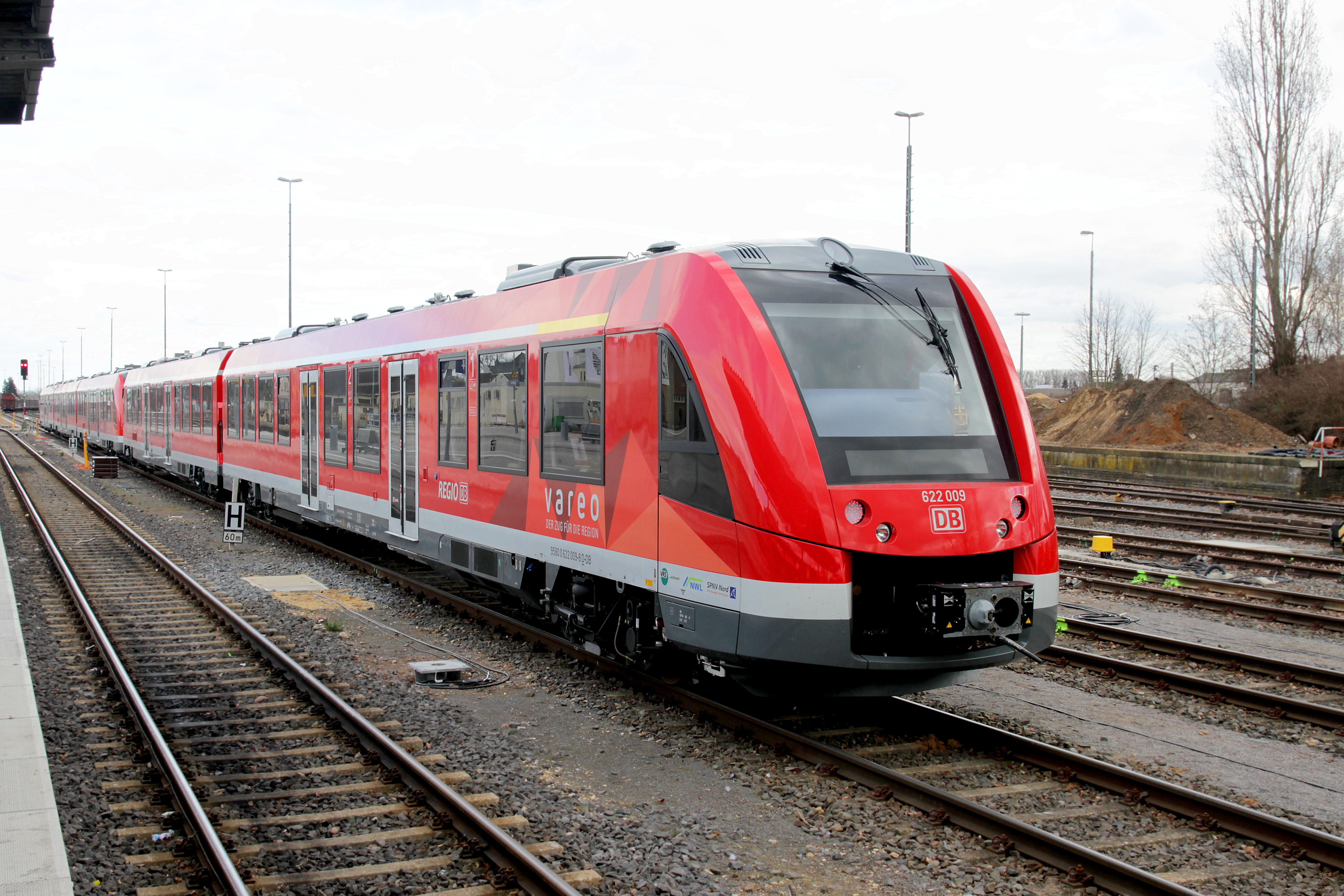
Nieuwe LINT 54 en 81 in Euskirchen